# Вейс, Константин Александрович (1839—1917)
Константи́н Алекса́ндрович Вейс (1839—1917) — генерал от инфантерии, герой русско-турецкой войны 1877—1878 годов.

## Биография
Родился 5 августа 1839 года в Царском Селе, происходил из дворян Эстляндской губернии. Образование получил в Школе гвардейских подпрапорщиков и кавалерийских юнкеров, откуда выпущен 6 июня 1857 года прапорщиком в лейб-гвардии Павловский полк. 17 апреля 1862 года произведён в подпоручики и 19 мая 1863 года — в поручики.
В 1863—1864 годах Вейс принял участие в подавлении восстания в Польше и за отличие был награждён орденом св. Станислава 3-й степени с мечами и бантом.
Продолжая служить по гвардейской пехоте, Вейс 27 марта 1866 года был произведён в штабс-капитаны и 28 марта 1871 года — в капитаны. В последнем чине он командовал стрелковой ротой в лейб-гвардии Финляндском полку.
Получив 31 марта 1874 года чин полковника Вейс 1 октября 1875 года был назначен командиром 4-го батальона лейб-гвардии Финляндского полка. В 1877—1878 годах он принял участие в кампании против турок в Болгарии.
За Горный Дубняк ему был пожалован орден св. Владимира 4-й степени с мечами и бантом. 12 октября 1877 года Вейс, из-за смерти командира полка генерал-майора Лаврова, вступил во временное командование лейб-гвардии Финляндским полком и за отличие в сражении под Правцом он был удостоен золотого оружия с надписью «За храбрость». За переход через Балканы получил мечи к ордену св. Анны 2-й степени. Также в 1878 году ему был пожалован орден св. Владимира 3-й степени с мечами.
30 марта 1879 года полковник Вейс был награждён орденом св. Георгия 4-й степени
В воздаяние за отличие, оказанное в сражении против Турок, 5 Января 1878 года, под Филиппополем, где, лично руководя 4-м баталионом Лейб-Гвардии Финляндского полка, с боя взял неприятельскую батарею с зарядными ящиками.
По окончании русско-турецкой войны Вейс продолжал службу в качестве батальонного командира лейб-гвардии Финляндского полка до 8 апреля 1880 года, когда он получил в командование 122-й пехотный Тамбовский полк. 30 ноября 1886 года Вейс был назначен командиром лейб-гвардии Литовского полка и 5 апреля 1887 года произведён в генерал-майоры. 4 февраля 1891 года он был назначен командиром 1-й бригады 3-й гвардейской пехотной дивизии с оставлением в должности командира полка.
8 февраля 1895 года Вейс был назначен командующим 11-й пехотной дивизией и 14 мая 1896 года в день коронации императора Николая II произведён в генерал-лейтенанты с утверждением в должности начальника дивизии. С 26 марта 1898 года он временно начальствовал над 17-й пехотной дивизией и 8 мая того же года возглавил 3-ю гвардейскую пехотную дивизию. С 19 марта 1901 года командовал 15-м армейским корпусом.
6 июня 1907 года Вейс был произведён в генералы от инфантерии (за отличие, со старшинством от 6 декабря 1906 года) и 30 июня 1907 года уволен от службы с мундиром и пенсией.
После отставки генерал Вейс проживал в Санкт-Петербурге (Петрограде) (на 1917 год по адресу: Николаевская, 59), где и скончался 22 августа 1917 года на 79-м году жизни; похоронен в Александро-Невской лавре.

## Награды
Среди прочих наград Вейс имел ордена:
- Орден Святого Станислава 3-й степени с мечами и бантом (1863 год)
- Орден Святого Станислава 2-й степени (1871 год)
- Орден Святой Анны 2-й степени (1875 год, мечи к этому ордену пожалованы в 1878 году)
- Орден Святого Владимира 4-й степени (1877 год)
- Орден Святого Владимира 3-й степени (1878 год)
- Золотая сабля с надписью «За храбрость» (10 октября 1878 года)
- Орден Святого Георгия 4-й степени (30 марта 1879 года)
- Орден Святого Станислава 1-й степени (1891 год)
- Орден Святой Анны 1-й степени (1894 год)
- Орден Святого Владимира 2-й степени (1901 год)
- Орден Белого орла (6 декабря 1905 года)